# Гашовице (гмина)
Гашовице (пол. Gaszowice) — сельская гмина (волость) в Польше, входит как административная единица в Рыбницкий повет, Силезское воеводство. Население — 8679 человек (на 2004 год).

## Демография
| Перепись                       | Всего   | Всего | Женщины | Женщины | Мужчины | Мужчины |
| ------------------------------ | ------- | ----- | ------- | ------- | ------- | ------- |
| Единицы                        | человек | %     | человек | %       | человек | %       |
| Население                      | 8679    | 100   | 4336    | 50      | 4343    | 50      |
| Плотность населения (чел./км²) | 444,2   | 444,2 | 221,9   | 221,9   | 222,3   | 222,3   |

## Сельские округа
1. Черница
2. Гашовице
3. Лукув
4. Пеце
5. Щербице

## Соседние гмины
1. Гмина Ейковице
2. Гмина Льыски
3. Пшув
4. Рыдултовы